# Lista de hits de verão
Esta é uma lista que engloba os hits de verão por ano.

## Lista

### Hits de verão nos Estados Unidos
- 1958: "Nel Blu Dipinto Di Blu (Volaré)" - Domenico Modugno[1]
- 1964: "Where Did Our Love Go" - The Supremes[1]
- 1965: "(I Can't Get No) Satisfaction" - The Rolling Stones[1]
- 1976: "Don't Go Breaking My Heart" - Elton John & Kiki Dee[1]
- 1979: "Bad Girls" - Donna Summer[1]
- 1986: "Papa Don't Preach" - Madonna[1]
- 1996: "Macarena", por Los Del Rio[2]
- 1999: "Livin' La Vida Loca", por Ricky Martin[2]
- 2005: "We Belong Together", por Mariah Carey[1]
- 2007: "Umbrella", por Rihanna[3]
- 2008: "I Kissed a Girl", por Katy Perry[3]
- 2009: “I Gotta Feeling”, do Black Eyed Peas
- 2010: "California Gurls", por Katy Perry[3][4]
- 2011: "Party Rock Anthem", por LMFAO[3]
- 2012: "Gangnam Style", por Psy;[2] "Call Me Maybe", por Carly Rae Jepsen[5]
- 2014: "Fancy", por Iggy Azalea ft. Charli XCX; "Problem", de Ariana Grande ft. Iggy Azalea[6]
- 2016: "One Dance", de Drake; "Can't Stop the Feeling!", por Justin Timberlake[7]
- 2017: "Despacito", por Luis Fonsi e Daddy Yankee com Justin Bieber[8]
- 2018: "In My Feelings", de Drake;[3] "I Like It", de Cardi B, Bad Bunny e J Balvin[9]
- 2019: "Old Town Road", de Lil Nas X e Billy Ray Cyrus; "Señorita", de Shawn Mendes e Camila Cabello[10][11]
- 2021: “Butter”, do BTS[12]

### No mundo todo
- 1989: "Lambada", por Kaoma[2]
- 2001: "El baile del gorila", por Melody (Espanha)[13]
- 2002: "The Ketchup Song (Asereje)", por Las Ketchup[2]
- 2004: "Dragostea Din Tei", por O-Zone[2]
- 2005: "Axel F", de Crazy Frog;[14] "La camisa negra", de Juanes[15] (Europa);
- 2019: "Bad Guy", de Billie Eilish (Rússia);[16] "Con Altura", de Rosalía, J Balvin e El Guincho (países hispânicos)[15]